# Clematis patens 'Zotemp'
Cultivar
La clématite patens 'Zotemp' PBR & PPaf, portant le nom commercial de clématite patens Temptation 'Zotemp' PBR & PPaf, est un cultivar de clématite obtenu en 2008 par Win Snoejer aux Pays-Bas.
'Zotemp' PBR & PPaf est distribué par les pépinières J.Van Zoest situées à Boskoop aux Pays-Bas.

## Description
La clématite patens 'Zotemp' PBR & PPaf dispose d'une floraison rouge et bleu double au printemps puis simple à l'automne. Les étamines sont rouges. Elle fait partie des clématites du groupe 2. La fleur de cette clématite a entre 20 et 30 sépales et d'un diamètre de 10 à 15cm.
À taille adulte cette clématite s'élance entre 1m et 1.50m.

## Protection
'Zotemp' PBR & PPaf est protégé par l'Union internationale pour la protection des obtentions végétales sous licence PBR & PPaf sous le numéro : 26026 du 14 juin 2011.

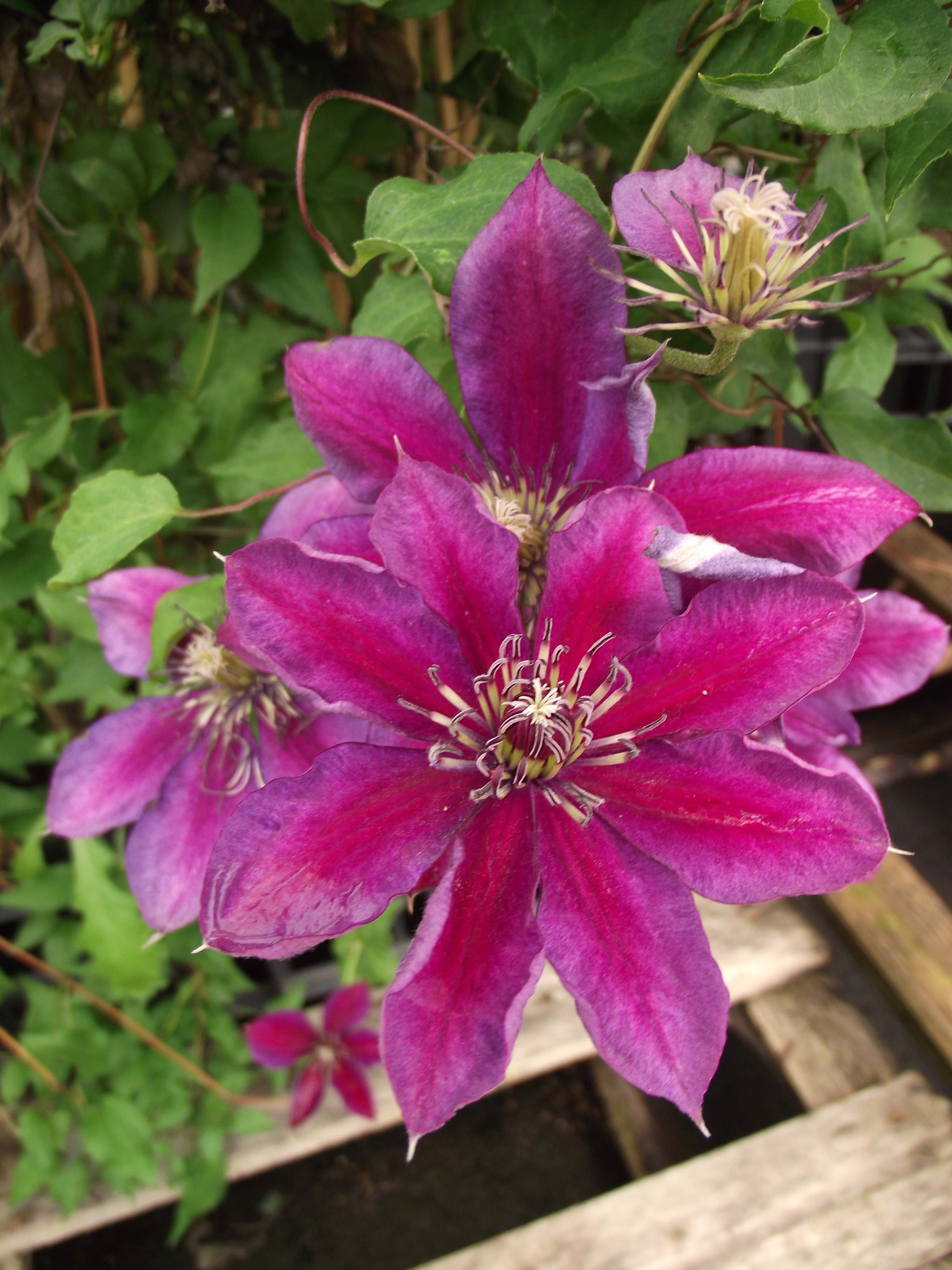
Clématite Patens Temptation

## Culture
La clématite Temptation s'épanouit très bien en pot ou en pleine terre. Cette clématite fleurit sur le bois de l'année précédente au printemps puis sur les pousses de l'année à l'automne.
Cette clématite résiste à des températures jusqu'à moins 20 degrés Celsius.

## Maladies et ravageurs
La clématite Temptation est sensible à l'excès d'eau ce qui pourra provoquer une pourriture du collet de la plante et ainsi la mort de la clématite.